# Yakushi-ji
Yakushi-ji (薬師寺?) es uno de los más famosos y antiguos templos budistas imperiales en Japón, ubicado en Nara. El templo es la sede de la escuela Hossō de Budismo japonés. Yakushi-ji es uno de los sitios que están inscritos por la Unesco como Patrimonio de la Humanidad, bajo la denominación de "Monumentos históricos de la antigua Nara".
El principal objeto de veneración, Yakushi Nyorai, también llamado "El Buda de la Medicina", fue una de las primeras deidades budistas en llegar a Japón desde China en el año 680, y le da al templo su nombre.

## Historia
El original Yakushi-ji, construido en Fujiwara-kyō, la capital de Japón en el período Asuka, encargado por el Emperador Tenmu en el año 680 para orar por la recuperación de su consorte enferma, quien le sucedió como Emperatriz Jitō. Este acto de construcción de templos para la devoción a figuras budistas fue una práctica común entre la nobleza japonesa cuando el budismo fue importado de China y Corea. Cuando el Emperador Tenmu muere la Emperatriz Jitō completa el complejo en torno a 698, y se desmonta y traslada a Nara ocho años después cuando la Corte Imperial se estableció en lo que entonces era la nueva capital.
Se ha creído durante mucho tiempo que el templo fue trasladado a su ubicación actual en el año 718, tras el traslado de la capital a Heijō-kyō, la actual Nara. Sin embargo, las excavaciones del sitio Fujiwara-kyō Yakushi-ji en la década de 1990 sugieren que puede haber habido dos Yakushi-ji al mismo tiempo. El Fujiwara-kyō Yakushi-ji es también conocida como Moto Yakushi-ji (元 moto, original).
Los incendios destruyeron la mayor parte del complejo de edificios en 973, y el salón principal en 1528. Mucho trabajo ha supuesto la restauración: la sala principal fue reconstruida en la década de 1970, y todo el templo está completamente restaurado.
La Torre Este (東塔 Tō-tō?) es la única estructura original del siglo VIII en Yakushi-ji. Es considerada como una de las mejores pagodas en Japón, representante de la arquitectura del Periodo Hakuhō al período Tenpyō .

## Arquitectura

### Disposición
El diseño de Yakushi-ji es simétrico, con dos salas principales y dos pagodas de tres plantas. Este diseño único es también llamado, a veces, como "Estilo Yakushiji".

## Imágenes

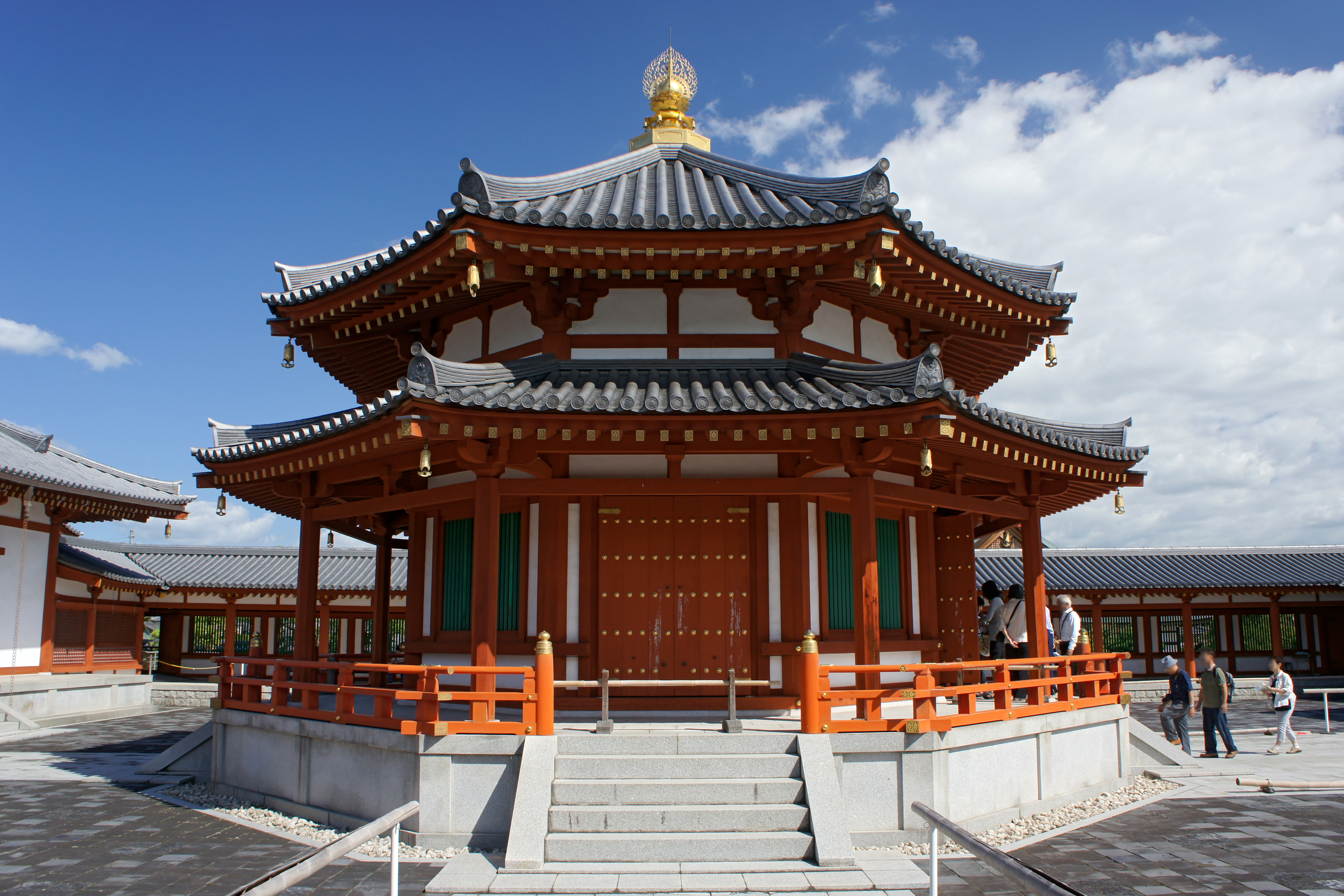
Genjotō.
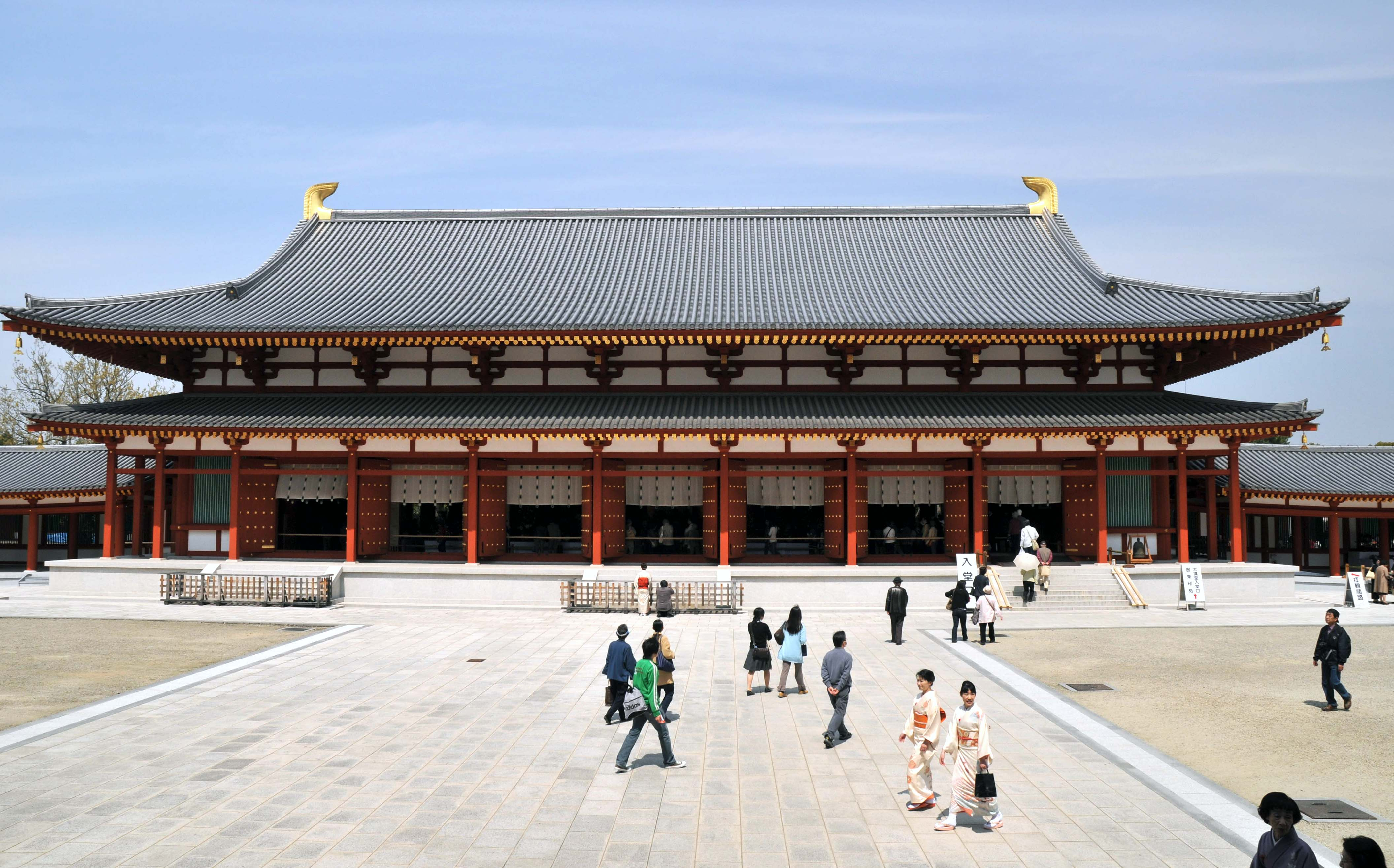
Daikodo.
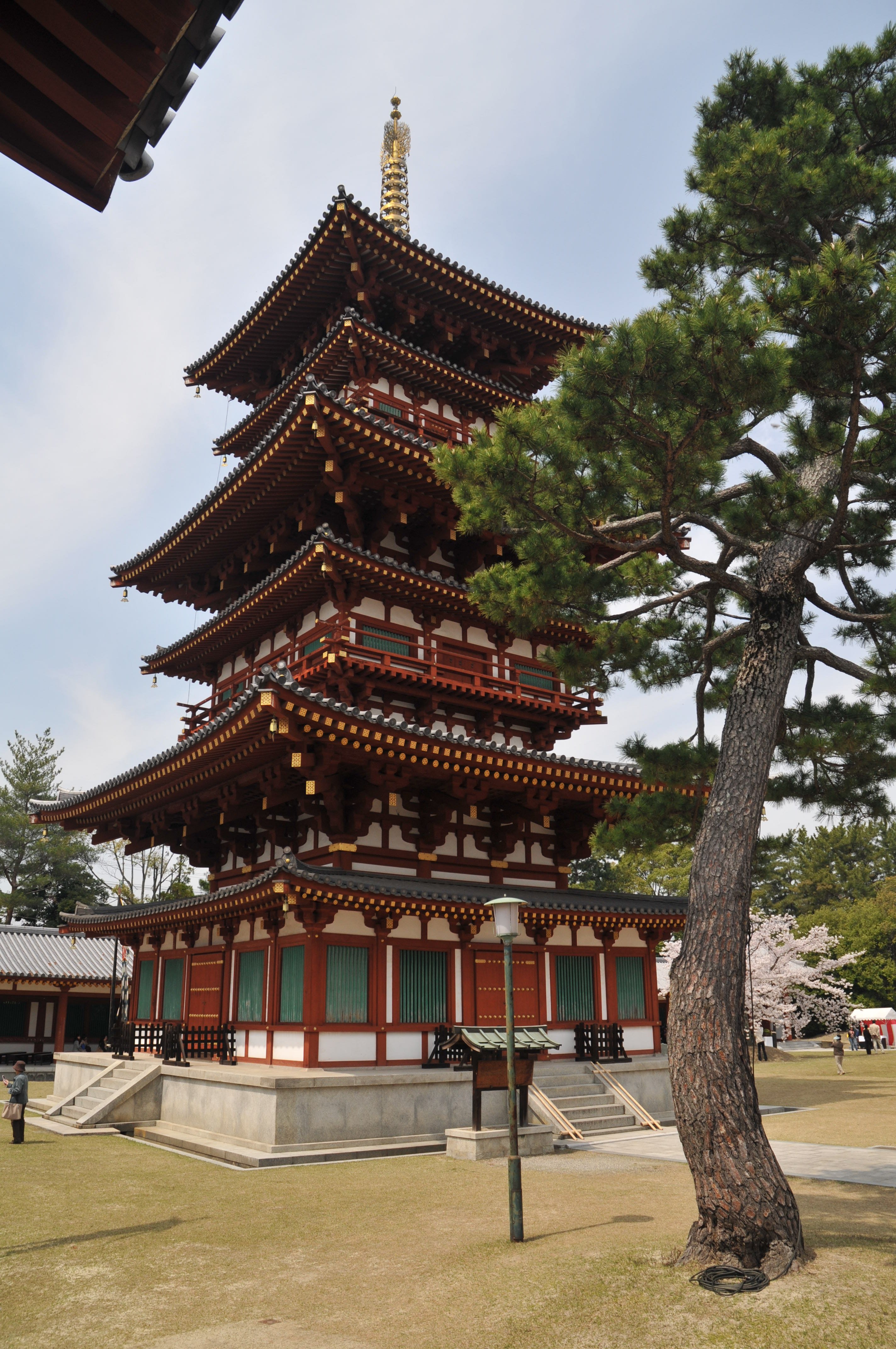
Saitō.
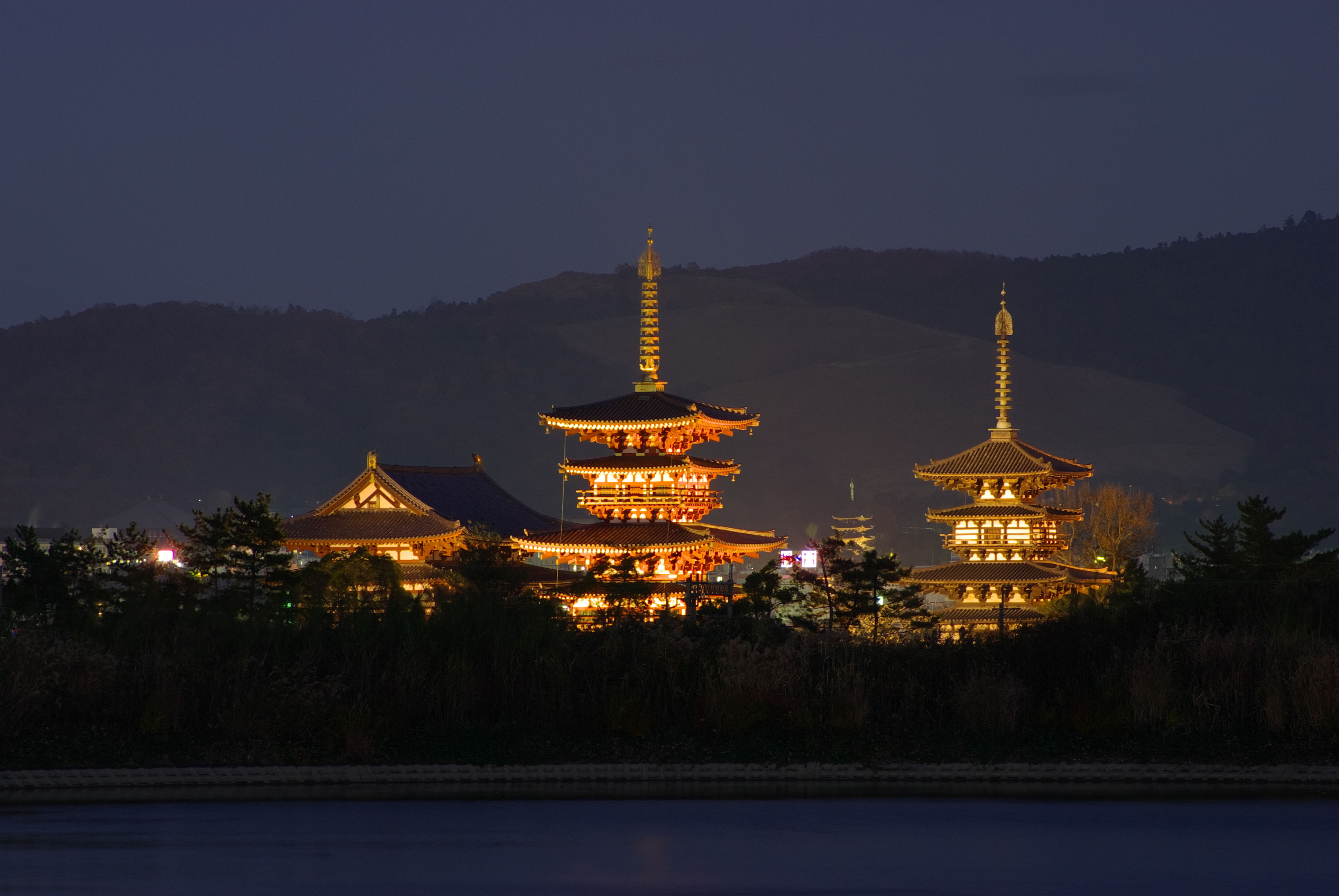
Vista nocturna.
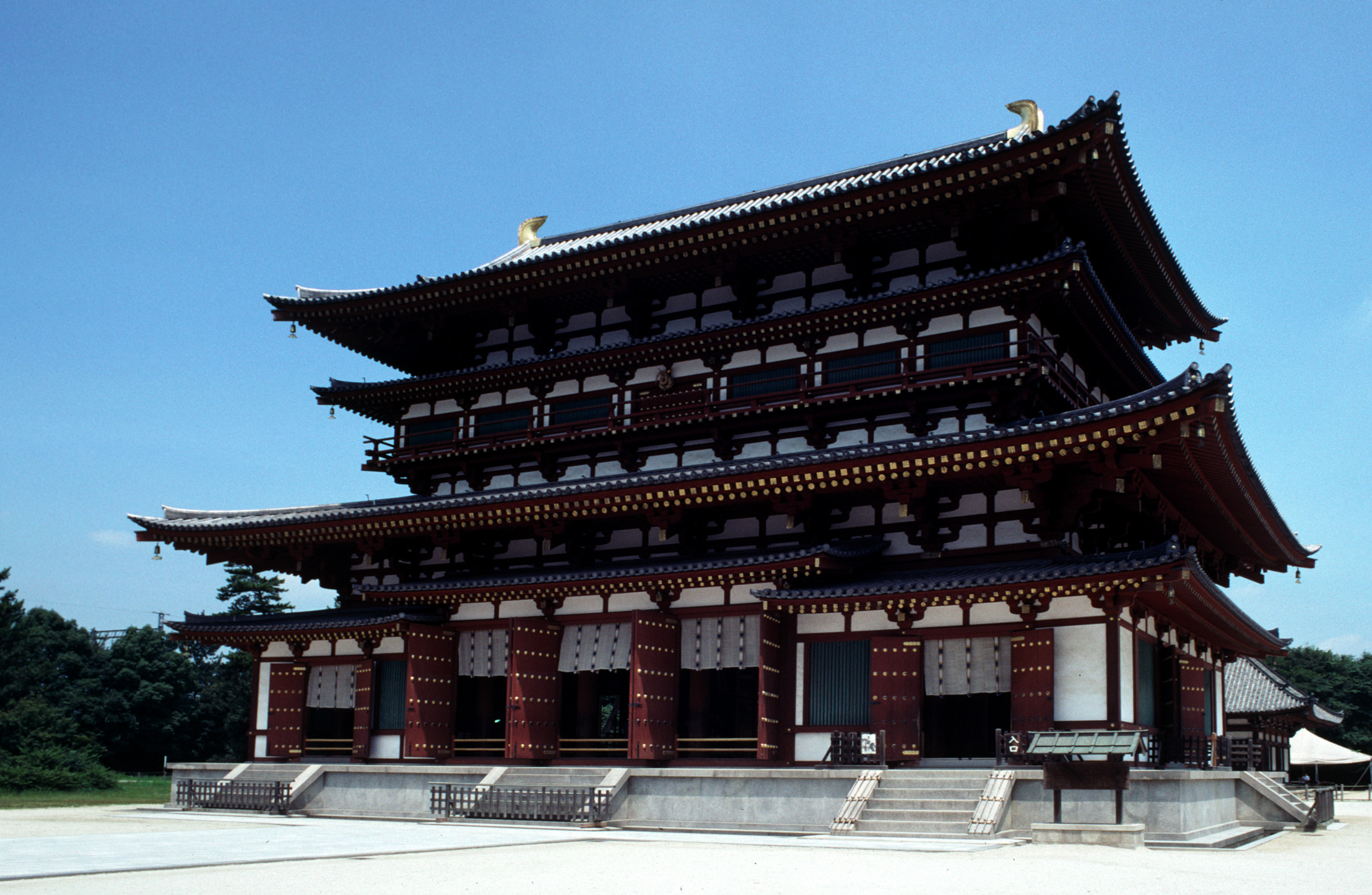
Salón principal.
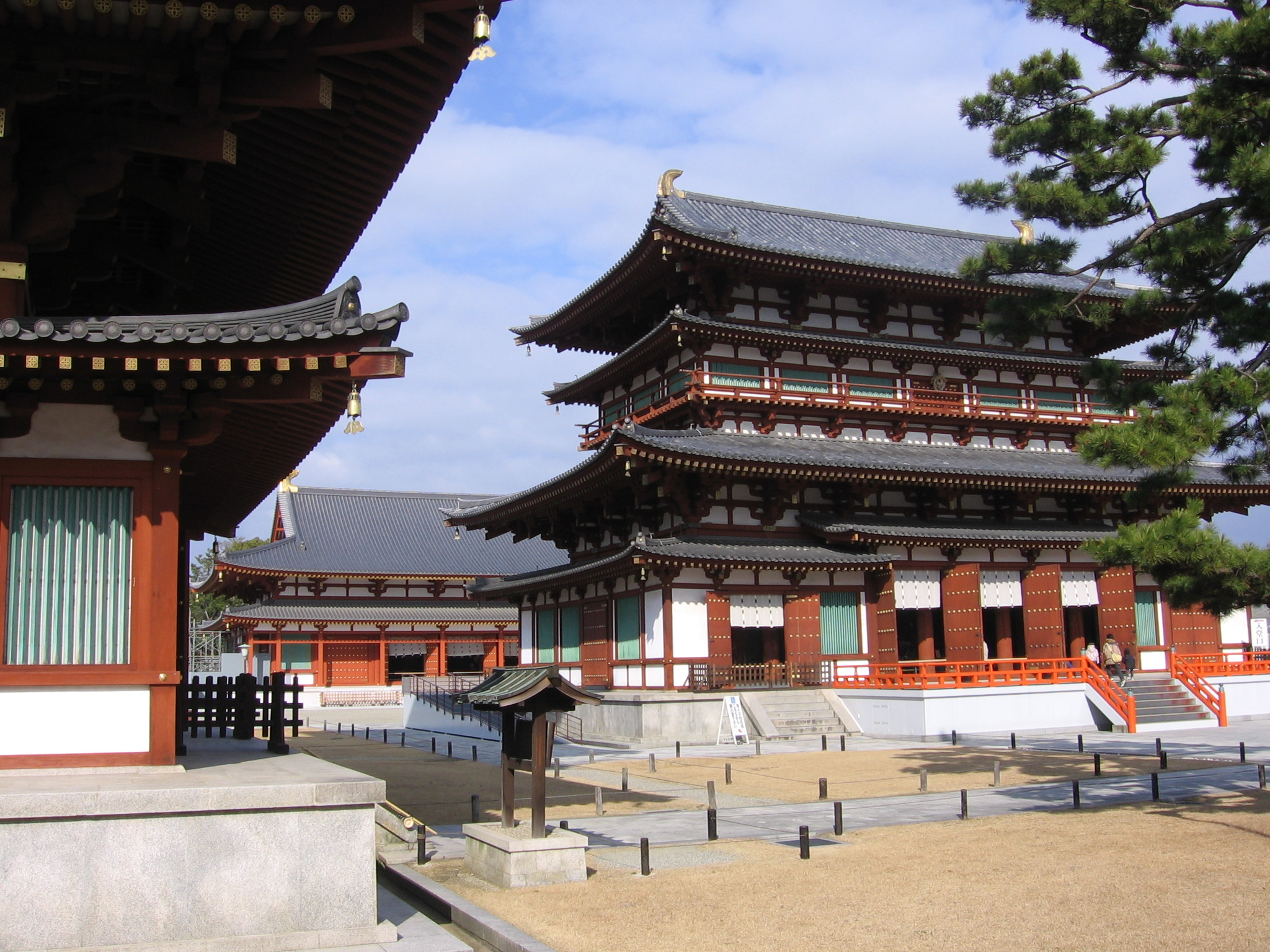
Patio.
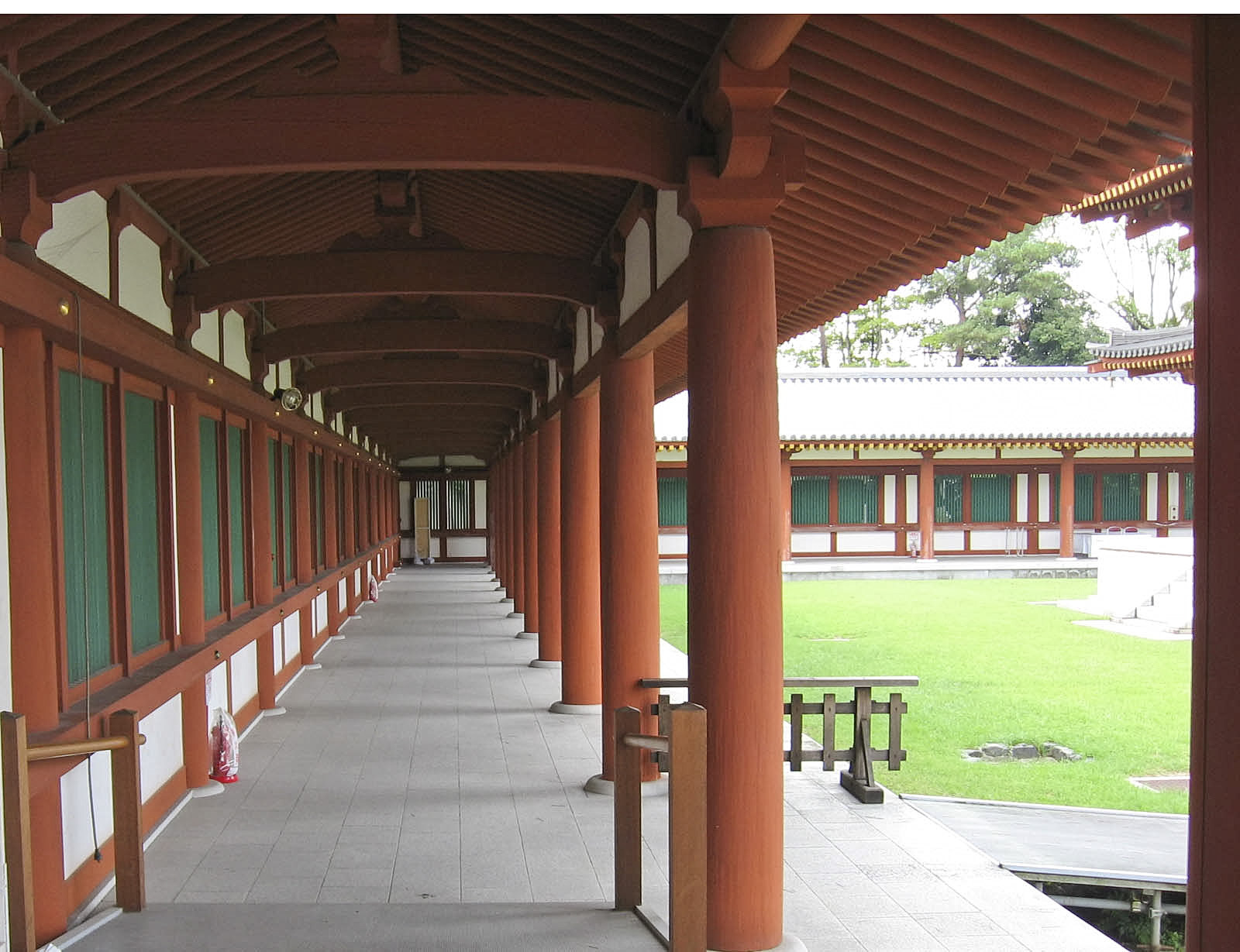
Claustro.